# Sant Joan Baptista (els Torms)
Sant Joan Baptista és una església al nucli dels Torms (Garrigues) protegida com a bé cultural d'interès local. La parròquia pertanyia al monestir de Poblet, com bona part de la comarca.
Església de planta basilical estructurada en tres naus separades per gruixudes pilastres amb capitells amb motius vegetals estilitzats. Les naus laterals estan cobertes amb volta d'aresta i la central, més elevada, és una volta de canó reforçada amb arcs torals amb llunetes que s'obren a finestrals emmarcats per motllures arquitectòniques i elements vegetals que segueixen pautes decoratives de l'època. Els murs són arrebossats i pintats, imitant en algunes zones (voltes, algunes pilastres) el rivetejat del marbre i carreus. El paviment és de mosaic. Presideix l'altar la imatge de Sant Joan Baptista, també destaquen els altars del crucificat i la Dolorosa, ubicats a la part dreta dels peus de l'església. El cor és alt i està al primer tram de volta.
S'accedeix a l'interior del recinte per una escalinata de pedra. La façana s'estructura en tres parts, seguint la divisió interior, coronades per un frontó corbat amb elements decoratius al final. Al centre hi ha l'entrada, un arc de mig punt flanquejat per pilastres adossades que suporten un fals frontó coronat per motius de rocalla, típic del moment. La coberta exterior és a dues aigües amb teula àrab. També hi ha un campanar de planta quadrada amb dos trams superiors octogonals acabat amb una cúpula.